# Lemonade
A Lemonade című album Beyoncé Knowles amerikai énekesnő hatodik stúdióalbuma, melyet 2016. április 23-án adott ki. Ez Beyoncé második vizuális albuma a Beyoncé óta. Az 1 órás különkiadást, amiben a videóklipek vannak benne, az HBO-n mutatták be. Az album főként pop, R'n'B dalokat tartalmaz, de felfedezhetünk benne rock, hiphop vagy éppen country elemeket is. A közreműködő előadók, a The Weekend, Kendrick Lamar, James Blake, és Jack White.
Az album április 23-án vált elérhetővé exkluzívan a Tidal-on keresztül. Április 25-én az iTunes-on és az Amazon Music-on is elérhetővé vált, május 6-a óta pedig fizikai formában is be lehet szerezni. Ez lett Beyoncé eddigi legjobb munkája, kritikai sikert aratott. A Lemonade első helyen debütált a Billboard 200-as listáján, az első héten 485 000 példányt adtak el belőle. Ezzel ez lett az énekesnő hatodik number-one albuma Amerikában. 2016 áprilisában indította el a The Formation World Tour-t, mellyel az albumot reklámozza.

## Háttér
Az album címét Beyoncé nagymamája, Agnéz Deréon, valamint Jay-Z nagymamája, Hattie White inspirálta. A Freedom című szám végén van egy audio felvétel, amiből azt hallhatjuk, ahogy Hattie mondjaː "Voltak jó és balszerencséim, de mindig megvolt a belső erőm, amivel visszatartottam magam. Citromot szolgáltam fel, de limonádét készítettem." A Tidal című streamszolgáltató úgy írta le az album fogalmát, mint "minden nő útja az önismeret és a gyógyulás felé".

## Vizuális tartalom
Az albumhoz hozzátartozik egy 60 perces film, ami hasonló névvel rendelkezik. A film az amerikai HBO-n debütált 2016. április 23-án. A Lemonade 11 fejezetből áll, amik külön címet is kaptak. Mindegyik egy-egy dalhoz tartozik. A filmben olyan sztárok tűntek fel, mint Serena Williams, Zendaya, és Amanda Stenberg. Az album egyik fontos része, hogy fekete bőrűekből áll, amivel Beyoncé a "feketék élete is számít" mozgalmat támogatja. A filmet 4 Primetime Emmy díjra is jelölték. Az album klipjeit 11 szoborra is jelölték a 2016 MTV Video Music Awardson. Többekközött díjra esélyes lett a Lemonade című klipekből álló filmet, vagy éppen A legjobb koreográfia kategóriában a Sorryt.

## Promóció
Annak érdekében, hogy az albumot reklámozza, Beyoncé útnak indult a The Formation World Tour keretein belül, ami észak-amerikai és európai állomásokból áll, és 2016 áprilisától októberéig tart. Beyoncé ezenkívül fellépett Kendrick Lamarral együtt a 2016-os Bet Awardson, június 27-én.

### Kislemezek
A Formation 2016. február 6-án jelent meg exkluzívan a Tidal-on, mint az album első kislemeze. A következő nap pedig előadta a számot az 50. Super Bowl-on. A második kislemezt a Sorryt, 2016. május 3-án kezdték el játszani az amerikai rádiók. A dal 11. helyen nyitott a Billboard Hot 100 listán. A Hold Up az album hivatalos harmadik kislemeze, és augusztus 16-án debütált szintén amerikai rádiókban.